# Joel Borg
Joel Borg, född 1 juni 1983 i Nässjö, är en svensk entreprenör inom musikindustrin.

## Biografi
Joel Borg startade tillsammans med Kristian Gustafsson som 14-åring fanzinet Denimzine. Artister som intervjuades i tidningen var bland andra Roky Erickson, MGMT, Brian Jonestown Massacre, The Black Lips, Eagles of Death Metal, The Kills, Jay Reatard, Vampire Weekend och Queens of the Stone Age. Denimzine lades ner 2009. 
År 2006 rekryterades Joel Borg från PR-byrån Skiva till bokningsbolaget Luger där han var PR- och marknadsansvarig. På Luger arbetade han med festivaler som Way Out West, Stockholm Music & Arts, Where The Action Is och Popaganda. På Way Out West har Borg suttit i ledningen och varit ansvarig för strategi kring PR, kommunikation och marknadsföring. Festivalen har fått flera utmärkelser och priser. Däribland det prestigefyllda ”Most Innovative Festival in The World” på MTV Music Awards i Los Angeles.
År 2009 startade duon liveklubben "What We Do Is Secret / WWDIS". Klubben fanns bland annat i annat Stockholm, Göteborg, Malmö, New York och Oslo och bokade artister som Refused, Dungen, Masshysteri, Hurula, Ghost, Kurt Vile och många fler. 
Joel Borg har även verkat som DJ i både Sverige, London och New York. Han har tillsammans med Klas Lunding, Niklas Lundell och Isse Samie startat skivetiketten Woah Dad! (under Telegram Studios) där de i december 2014 släppte första utgivningen, Håkan Hellström "Håkan Boma Ye!" Live Ullevi 2014. Albumet gick direkt in på albumlistans förstaplats och Håkan Hellström Grammisnominerades.
I november 2014 slutade Borg och kollegan Niklas Lundell på Luger och startade eget bolag.

## Utmärkelser i urval
- Årets miljöhjälte 2012 (Världsnaturfonden WWF)[10]
- Göteborgs 100 mäktigaste - Göteborgs Posten (Publicerad 5 januari 2014)[11][12]
- Svenskt herrmodes 100 största makthavare 2014 - KING[13]
- 100 mäktigaste inom musikbranschen - Nöjesguiden[14]
- DN:s Stockholmshjältar 2009[15]

I det Berlin-baserade webbmagasinet Freunde von Freundens porträtt på Joel Borg kan man se att han fått en Guldskiva för Thåström ”Beväpna dig med vingar” som hänger i hönshuset.